# Centurio senex
Centurio senex је врста слепог миша из породице љиљака-вампира (Phyllostomidae).

## Распрострањење
Ареал врсте Centurio senex обухвата већи број држава. Присутна је у следећим државама: Мексико, Венецуела, Гватемала, Тринидад и Тобаго, Колумбија, Панама, Никарагва, Костарика, Хондурас, Салвадор и Белизе.

## Станиште
Станиште врсте су шуме.

## Начин живота
Исхрана врсте Centurio senex укључује воће.

## Угроженост
Ова врста је наведена као последња брига, јер има широко распрострањење и честа је врста.